# Pic Gourdon
El Pic Gourdon o pic Noir és una muntanya de 3.034 m d'altitud, amb una prominència de 114 m, que es troba al massís de Pderdiguero, entre els departaments dels Alts Pirineus i l'Alta Garona (França).